# Amy Wheaton
Amanda Katherine „Amy“ Wheaton (* 12. Mai 1978 in Pasadena, Kalifornien) ist eine US-amerikanische Schauspielerin.

## Leben
Wheaton ist die Schwester von Wil und Jeremy Wheaton. An der Seite ihres Bruders Wil gab sie 1987 in dem Film The Curse als Alice ihr Filmdebüt, wofür sie eine Nominierung für den Young Artist Award in der Kategorie Best Young Actress Under Ten Years of Age in Television or Motion Pictures bekam. Ein Jahr später spielte sie die Tara in der Folge Die Sorge der Aldeaner der Fernsehserie Raumschiff Enterprise – Das nächste Jahrhundert. Zwischen Mitte der 1990er-Jahre und Anfang der 2000er-Jahre trat sie in einigen weiteren Fernsehserien wie etwa Baywatch – Die Rettungsschwimmer von Malibu (1995), Sliders – Das Tor in eine fremde Dimension (1997), Pretender (1999), Emergency Room – Die Notaufnahme (2001) und First Monday (2002) auf. Zudem war sie 1997 in dem Film A Valiant Kiss for the Closet Monster als Penny zu sehen.

## Filmografie
- 1987: The Curse
- 1988: Raumschiff Enterprise – Das nächste Jahrhundert (Star Trek: The Next Generation, Fernsehserie, Folge Die Sorge der Aldeaner)
- 1995: Baywatch – Die Rettungsschwimmer von Malibu (Baywatch, Fernsehserie, eine Folge)
- 1997: Sliders – Das Tor in eine fremde Dimension (Sliders, Fernsehserie, eine Folge)
- 1997: A Valiant Kiss for the Closet Monster
- 1999: Pretender (The Pretender, Fernsehserie, eine Folge)
- 2000: Voll daneben, voll im Leben (Freaks and Geeks, Fernsehserie, eine Folge)
- 2001: Emergency Room – Die Notaufnahme (ER, Fernsehserie, eine Folge)
- 2001: The Yellow Bird (Kurzfilm)
- 2001: Dear Emily (Kurzfilm)
- 2001: Driving Me Crazy
- 2002: First Monday (Fernsehserie, eine Folge)
- 2002: Six Feet Under – Gestorben wird immer (Six Feet Under, Fernsehserie, eine Folge)
- 2002: Go Man Go (Kurzfilm)

## Nominierung
- 1987: Young-Artist-Award-Nominierung in der Kategorie „Best Young Actress Under Ten Years of Age in Television or Motion Pictures“ für The Curse[1]